# Дверь
Дверь — проём или створ (несколько створов), закрывающий проём. Дверь используется для входа и выхода из здания, помещения, или проём во внутреннее пространство чего-либо (самолёта, автомобиля, шкафа). Для дверей специального назначения  (противопожарного, защитного, защитно-герметического и т. д.) «дверью» также называется набор из дверного блока, крепления дверного блока к проему, монтажных швов, системы уплотнений и облицовки, которые при заполнении дверного проема обеспечивают защиту от особых внешних воздействий.
Главной функцией двери является вход в закрытое (привилегированное по сравнению с открытым) пространство. Особенным случаем являются двери в небольшие замкнутые пространства, не предназначенные для людей (шкаф, кладовка) — дверь выполняет роль подвижной перегородки, отделяющей это пространство.

## Мифологическое значение
У древних славян дверь несла в себе символику границы и смысл входа и выхода. В отличие от ворот, дверь представляла собой границу жилого пространства и осуществляла его связь со внешним миром (когда была открыта), а также — защиту от него (когда была закрыта). В ряде своих признаков дверь противопоставляется окнам и это проявляется в обычае выносить «нечистых» умерших через окно или специально проделанный проём в стене. Двери оставлялись открытыми только в особых случаях, например, если в доме был умирающий, для того, чтобы душа могла свободно покинуть бренное тело. При этом двери должны были оставаться открытыми до тех пор, пока родные не вернутся с похорон. Двери часто становились объектами охранительной магии как целиком, так и в виде отдельных элементов: порога, притолоки, косяка, петель, замочной скважины или дверной ручки. Когда то не было звонков и использовали ручку-стукалку.

## Художественный образ
Двери — часть интерьера. С ними связано множество русских народных художественных промыслов. Например, Городецкая роспись и т. п. С эстетической позиции наиболее привлекательны двери, в оформлении которых использованы цветные витражи.
В Библии наиболее часто встречается метафорическое значение вроде «от лежащей на лоне твоём стереги двери уст твоих» (Мих. 7:5). Или: «Се, стою у двери и стучу» (Отк. 3:20). То есть подобно двери открывается человеческое сердце. По традиции Ветхого Завета художественный образ двери часто используется в различных произведениях искусства и в названиях научных работ. Чешский мыслитель-гуманист и зачинатель дидактики Я. Коменский создал трактат «Открытая дверь к языкам» (1631).
Особое значение образ дверей имеет в романе Гюстава Флобера «Саламбо» (1863). В главе «Гамилькар Барка» в описании дворца выделяются помеченные чёрным крестом двери с медными решётками. Подчеркивается «суровая пышность» красных дверей, а золотые переплёты заставляют солдат вспомнить торжественное и непроницаемое лицо владельца здания. Автор впервые вводит заглавную героиню в повествование через среднюю дверь верхней террасы дворца. Дверь открылась, пишет Флобер, чтобы красавица в чёрных одеждах показалась на её пороге. Не менее интересны предсказания Спендия, адресованные Мато. Спендий обещает солдату жалкую старость, когда слепой и хромой старик с посохом будет «ходить от двери к двери и рассказывать про свою молодость малым детям и продавцам рассола». То есть у романиста двери оказываются обязательным и драматичным элементом в составлении психологического портрета персонажей. В современной литературе эта традиция была развита американским НФ-писателем Л.Картером.
Известна повесть Валентина Катаева «Маленькая железная дверь в стене» (1964). Российский драматург Александр Володин написал сценарий фильма «Звонят, откройте дверь» (1965). В 1971 снят фильм «Тайна железной двери».
Творчество американской рок-группы Doors и личность Джима Моррисона стали объектом изучения в художественном фильме The Doors режиссёра Оливера Стоуна. Среди киноэстетов особо отмечен фильм «Осторожно, двери закрываются» (Sliding Doors, 1998) режиссёра Питера Хауитта с Гвинет Пэлтроу в главной роли.
Дверь — классический архетип иномирия: например, «Вельд» Рея Брэдбери. В традиционной научно-фантастической литературе дверь — это универсальный телепортационный канал. На рубеже ХХ и XXI века образ дверей получил новое значение в свете компьютеризации общества и развития киберпанка как цифровой выход в виртуальное пространство. В культовом фильме «Матрица» (1999) главный персонаж неоднократно оказывается перед дверью, что символизирует ситуацию жизненного выбора.
Слово дверь иногда применяют в аналогизирующих переносах, в которых в качестве отверстия дверь присутствует в анатомическом коде человека: в уподоблении глазам, рту, анусу или женскому детородному органу. Иллюстрацией таких переносов являются пословицы и поговорки: «закрыть рот на замок»; «чужой рот — не свои ворота, не затворишь»; «как открывается дверь, так бы отворилась и эта жена». См. также применение слова в выражениях «Дверью в преисподнюю», «Вратами ада» и т. д.
Резким открытием или закрытием двери человек может показать отношение к находящимся за ней. Фраза «хлопнуть дверью», а также физическое её осуществление, так же как и открытие дверь пинком, могут являться формой демонстрации своего отношения к тем, кто находится за дверью.

## Составные части

### Определяющие элементы
1. Полотно, перекрывающее соответствующий ему по размеру проём.
2. Навесное устройство, обеспечивающее перемещение полотна для освобождения проёма.
3. Фиксирующее устройство, придаёт полотну устойчивость в закрытом состоянии.
4. Ручка или иное приспособление для привода двери в открытое или закрытое положение.
5. Декоративные элементы — наличники, лутки.

### Дополнительные конструктивные элементы
1. Дверная коробка — составляющая дверного блока, служит для навешивания на неё дверного полотна и расположения в ней ответной части фиксирующего устройства. Дверная коробка жестко крепится в дверном проеме, составляя с ним единое целое. Наличие коробки в комплекте двери свидетельствует о повышенной степени сопряжения проёма с дверью для обеспечения лучшей изоляции разделяемых пространств.
2. Порог — нижняя поперечная часть дверной коробки. Примечателен тем, что может не входить в комплект коробки либо иметь упрощённую конфигурацию.
3. Притвор — небольшой равномерный выступ по всему периметру полотна и/или коробки, служащий ограничителем при закрывании, скрывающий зазоры между полотном и коробкой и повышающий изоляционные свойства двери.
4. Наличники — специальные декоративные планки, которые закрывают шов, соединяющий дверной проем и коробку. В дверях из стали могут быть выполнены заодно с коробкой, повышая защитные свойства.
5. Петли — традиционное устройство для удержания двери и обеспечения её открытия и закрытия.

### Аксессуары и фурнитура
- Замок — обеспечивает заданную секретность блокировки двери.
- Глазок — оптическое устройство для наблюдения за ситуацией с внешней стороны двери.
- Доводчик дверного полотна — плавно возвращает дверь в закрытое положение.
- Броненакладка — дополнительная защита секретного механизма от вскрытия.
- Дверной ограничитель — предназначен для предотвращения повреждения стены при открывании двери.
- Дверная ручка или иное приспособление для привода двери в открытое или закрытое положение.
- Противосъем — шип или сплошной контур, для защиты от вскрытия методом «разрушения петель».

Это лишь часть популярных дверных аксессуаров, перечень которых весьма широк.

#### Виды дверных ручек
Существует 2 основных вида дверных ручек:
- стационарные — (ручки-скобы) максимально просты в конструкции, не имеют подвижных деталей. Стационарные ручки — дверные ручки, которые крепятся непосредственно к дверному полотну и не связаны никаким образом с механизмом замка. Их не нужно нажимать или поворачивать, а можно лишь тянуть дверь за ручку или толкать её. Простота конструкции обеспечивает удобство установки и долговечность использования. Стационарные ручки также часто называют «ручки-скобы» или «ручки-поручни». При установке стационарной ручки важно понимать, что она не должна мешать использованию замка (если ключевое отверстие будет находиться под ручкой — вставлять ключ будет крайне неудобно, если вообще возможно). Кроме того, собственно хватательная поверхность ручки должна находиться на достаточном удалении от края дверного полотна для того, чтобы исключить зажатие руки между ручкой и дверным косяком. Существует множество форм стационарных ручек, самые популярные среди них — это длинная-прямая, С-образная, П-образная;
- фалевые ручки — представляют собой конструкцию с фалевой защелкой — язычком. Ручки данного типа бывают с поворотным или с нажимным механизмом.

## Классификация
Двери различают:
- по материалу изготовления: стальные, деревянные, стеклянные, пластиковые, стеклопластиковые, алюминиевые и др.
- по назначению: входные, с терморазрывом, межкомнатные, сантехнические, противопожарные, взрывозащитные, дымозащитные, пылезащитные, для банковских хранилищ, пулестойкие, химстойкие и пр.

- по конструктивным особенностям: распашные, раздвижные купе (вдоль стены), раздвижные в пенал или кассету (в стену), откатные, складывающиеся, маятниковые (ротационные), решётчатые, арочные, с остеклением, двустворчатые и т. д.
- по направлению открывания: левые, правые, симметричные.

Правые двери открываются против хода часовой стрелки, левые — по ходу часовой стрелки (при взгляде сверху).
Проще говоря:
- если дверь открывать «на себя», и петли при этом расположены справа, то имеем дверь с «правым открыванием»,
- если дверь открывать «на себя», и петли при этом расположены слева, то имеем дверь с «левым открыванием».

По конструкции двери бывают:
- рамочные
- филёнчатые
- щитовые со сплошным или мелкопустотным заполнением
- с порогом или без него
- с фрамугой или без неё
- остеклённые
- глухие
- арочные
- радиусные[6]
- автоматические
- противовзломные

По способам открывания двери делятся на:
- распашные
- качающиеся (маятниковые)
- раздвижные (двери-купе, двери-пенал, двери-кассеты, входные, балконные)
- подъёмно-раздвижные (грейферные)
- складные
- подъёмные
- вращающиеся
- автоматические
- откатные

Различают двери:
- повышенной влагостойкости, изготовленные для помещений с влажностью воздуха более 60 % (наружные и тамбурные двери).
- двери нормальной влагостойкости, изготовленные для помещений с влажностью воздуха до 60 % (внутренние двери).

В зависимости от вида отделки поверхностей двери бывают:
- с непрозрачным отделочным покрытием (красками, эмалями, декоративными пластиками или плёнками).
- с прозрачным покрытием (лаками).
- с отделкой натуральным или искусственным материалом (ламинат различных цветов, шпон)
- c обтяжкой материей или кожезаменителем.

В контексте современности образ и описание запертой двери имеют преимущественно негативное понимание и прочтение. Также широко известен рассказ фантаста Герберта Уэллса — «Дверь в стене». Именно за этой зелёной дверью в белой стене, согласно рассказу, находился чудесный мир, личный рай мальчика.

## Виды дверей
Имеется много видов дверей с разным назначением. Самый распространенный тип — это одностворчатая дверь, которая состоит из одного жесткого полотна, заполняющего дверной проём. Существует множество вариаций этой базовой конструкции, например, двустворчатая дверь, которая имеют два смежных независимых полотна, закреплённых на каждой стороне дверного проёма.
- Взрывобезопасная дверь[англ.] обеспечивает доступ к объекту и защиту от взрыва.
- Вращающаяся дверь
- Голландская дверь[англ.][7] — дверь разделённая пополам по горизонтали. Обычно верхняя половина открывается, чтобы рабочий мог кормить лошадь или другое животное, а нижняя половина остается закрытой, чтобы животное оставалось внутри. Этот стиль дверей был адаптирован для дома.
- Двери для животных — маленькая дыра в стене, окне или двери, дающая возможность входить в дом питомцам или выходить из него без необходимости в человеческой помощи. Изначально представляла собой простое отверстие, в настоящее время встречаются простые заслонки, пружинные или дистанционно управляемые (электрические).
- Ергенек — приставная дверь юрты в виде деревянной резной решётки, которая снаружи занавешивается войлоком.
- Калитка — дверь в заборе предназначенная для входа в огороженную забором территорию и выхода. Если дверь, как правило, не позволяет увидеть, что находится или происходит за дверью, то калитка наоборот, даёт обзор территории за ней.
- Ложная дверь — подобие двери с наличником, в котором дверной проём, будучи заложен, является неглубокой нишей[8].
- Противопожарная дверь — дверь, обеспечивающая защиту помещений от распространения дыма и огня пожара.
- Раздвижная стеклянная дверь[англ.].

* Решётчатая дверь имеет фиксированную или подвижные деревянные рёбра (жалюзи), которые позволяют создавать открытую вентиляцию, сохраняя при этом конфиденциальность и предотвращая прохождение света к интерьеру. Будучи относительно слабыми конструкциями, они чаще всего используются для гардеробов и сушильных комнат, где безопасность имеет меньшее значение, чем хорошая вентиляция. Похожая конструкция обычно используется для формирования оконных ставен. Двери с двойными решётками обеспечивали желаемую циркуляцию воздуха с дополнительной степенью конфиденциальности, так как сквозь ребра невозможно было видеть ни в каком направлении.
- Салунные двери — пара лёгких распашных дверей, которые часто встречаются в общественных заведениях и особенно ассоциируются с американским западом. Салунные двери простираются от уровня колен до уровня груди и часто используют двунаправленные петли, которые закрывают дверь независимо от того, в каком направлении она открывается, за счёт пружин.

## Галерея
- Древнеримские бронзовые двери Курия Юлия, ныне Латеранская базилика (Рим)
- Готическая дверь в Собор Святого Магнуса (Керкуолл, Шотландия)
- Дверь в стиле Ренессанс в Гданьске (Польша)
- Дверь в стиле барокко в Неймегене (Нидерланды)
- Дверь в Амстердаме (Нидерланды)
- Дверь в стиле рококо в Париже
- Неоклассическая двойная дверь, около 1790-х годов
- Дверь в стиле модерн и неоклассицизм в Париже
- Дверь в стиле ампир в Компьенском дворце (Компьень, Франция)
- Неоготическая дверь в Париже
- Дверь в Париже
- Дверь в Запретном городе (Пекин, Китай)
- Дверь в Гандантэгченлине (Монголия)
- Дверь йоруба в Британском музее (Лондон)